# Charles Marie Le Clerc de Juigné
Pour les articles homonymes, voir Le Clerc et Juigné.
Charles Marie Le Clerc, comte puis marquis de Juigné (Paris, 10 mai 1764 – Berlencourt-le-Cauroy, 11 janvier 1826), est un militaire et homme politique français des XVIIIe et XIXe siècles.

## Biographie
Frère puîné du marquis de Juigné, Charles Marie Le Clerc naquit le 10 mai 1764.
Il fut successivement officier au régiment du Roi-infanterie, futur 105e de ligne, en 1778, capitaine au régiment de Berry (cavalerie) en 1783, sous-lieutenant des gendarmes d'Artois (petite gendarmerie de France) avec grade de lieutenant-colonel en 1787, major en second du régiment de Vivarais (infanterie) en 1788, et lieutenant en premier des gendarmes écossais (grande gendarmerie de France) avec grade de colonel en 1791.
Il fit, en cette qualité, la campagne de 1792 (première Coalition), à l'armée des Princes, concourut, en 1793, à la défense de Maëstricht contre l'armée républicaine, et fut créé chevalier de l'ordre royal et militaire de Saint-Louis, dans la campagne de 1796.
Rentré en France sous le Consulat, il devint, sous la Restauration (1816), inspecteur-général des gardes nationales de l'Oise, et président du collège électoral de l'arrondissement de Beauvais, il prit, après la mort de son frère aîné survenue en 1819, le titre de marquis de Juigné et fut appelé à la pairie le 23 décembre 1823.
Il est décédé au mois de janvier 1826.

## Titres
- Comte de Juigné, puis,
- 3e Marquis de Juigné (à la mort de son frère aîné en 1819) ;
- Pair de France[1] :
  - Baron-pair à titre héréditaire le 23 décembre 1823 ;
  - Institution de majorat par lettres patentes du 16 juillet 1824.

## Distinctions
- Chevalier de Saint-Louis (1796) ;

## Armoiries
D'argent, à la croix de gueules, bordée d'une engrêlure de sable, et cantonnée de quatre aigles du même, becquées et armées de gueules.,,
- Cimier : un coq essorant[3].
- Devise : « Ad alla[3]. »
- Cri : BATTONS ET ABATTONS[3]!

## Ascendance et postérité
Charles Marie Le Clerc était le fils cadet de Jacques Gabriel Louis Leclerc (° 1727 † 1807), marquis de Juigné, chevalier de Saint-Louis (1757), ministre plénipotentiaire en Russie (1774), lieutenant-général (1780), député aux États généraux de 1789, et de Claude-Charlotte Thiroux de Chammeville (° 12 mai 1743 - paroisse Saint-Jean-en-Grève, Paris † 29 août 1827 - Paris), dame de Brétigny-sur-Orge (quelle apporte en dot lors du mariage), dame du palais surnuméraire de Marie-Antoinette (1785-1789), fille de Philibert Thiroux (1686-1770), seigneur de Chammeville.
Il avait trois frères :
1. Charles Philibert Gabriel Le Clerc (1762-1819), 2e marquis de Juigné, émigré (1791), pair de France, marié avec Marie Louise Charlotte de Bonnières de Souastre ( † 1792), sans postérité ;
2. Anne Léon Antoine Le Clerc (1767-1846), comte de Juigné, émigré (1791), officier étranger, colonel de Légion de la Seine (1815), marié avec Anne Marie Adélaïde de Séran, dont une fille ;
3. Jacques Auguste Anne Léon Le Clerc (1774-1850), vicomte de Juigné, colonel de cavalerie (1814), député de la Loire-Inférieure (1821-1827), marié avec Antoinette Louise de Durfort (1753-1837), sans postérité.

- Il avait épousé, le 13 février 1787, Anne-Éléonore-Eulalie ( † 1803), fille de François-Charles du Floquet, comte de Réals. De ce mariage sont issus :
  - Jacques-Marie-Anatole (° 25 juillet 1788 - Paris † 1er août 1845), comte puis 4e marquis de Juigné, chef d'escadron de la garde nationale et aide de camp du maréchal-duc de Reggio, pair de France, chevalier de la Légion d'honneur, marié à trois reprises, dont :
    - Postérité ;

  - Anne-Eulalie-Agathe (° 6 février 1801), mariée, le 8 septembre 1822 à Paris, avec Jean-Baptiste de Percin de Montgaillard (1767-1846), marquis de La Valette, dont une fille.